# Cenodocus
Cenodocus is een kevergeslacht uit de familie van de boktorren (Cerambycidae). De wetenschappelijke naam van het geslacht werd voor het eerst geldig gepubliceerd in 1864 door Thomson.

## Soorten
Cenodocus omvat de volgende soorten:
- Cenodocus antennatus Thomson, 1864
- Cenodocus borneensis Gilmour & Breuning, 1963
- Cenodocus granulosus Pascoe, 1866
- Cenodocus laosensis Breuning, 1965